# Фінський націоналізм

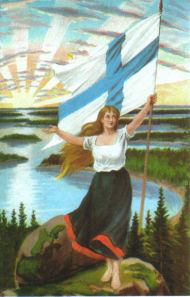
Уособлення Фінляндії Діва Фінляндія на листівці 1906 року.

Фінський націоналізм (фін. Suomalainen nationalismi) виник як політичне явище у XIX столітті. Поняття «Фінляндія», «фіни», «фінський народ» та «фінська нація» були загальновживані вже у XVIII столітті. У XIX столітті фіни були рішуче налаштовані розбудовувати фінську націю, займатися створенням та дослідженням національної філософії, історії, художньої літератури та поезії. Феномани прагнули розвинути фінську мову та добитися її офіційного статусу у Фінляндії.
Після здобуття Фінляндією незалежності у грудні 1917 року, ідеї фінського націоналізму стали всеосяжними. У молодій фінській національній державі гостро постало мовне питання. Рух «Aitosuomalaisuus» (від фін. aito, «істинна»/«справжня» та фін. ‎suomalaisuus, «фінськість») ставив собі за мету підвищення статусу фінської мови в незалежній Фінляндії. До середини 1930-х майже все фінське суспільство охоплювали націоналістичні ідеї. Водночас вони стали значно поміркованішими внаслідок розв'язання мовного питання в країні. У 2010-х роках учасники партії «Істинні фіни» визначають себе фінськими націоналістами.

## Виникнення фінської національної ідеї (XVIII століття)
Поняття «Фінляндія», «фіни», «фінський народ» та «фінська нація» були загальновживані у XVIII столітті, проте у період шведського панування на фінських землях ще не асоціювалися публічно з національним майбутнім. У конституційному вимірі існувала лише одна нація — шведська. Однак, на думку деяких шведських дослідників, Фінляндія вже в той час чітко сприймалася як окрема частина Шведської імперії, жителі якої також ідентифікували себе, принаймні частково, як окремий від решти держави суб'єкт. Наприклад, Даніель Юсленіус вже на початку 1700-х років використовував поняття «батьківщина» та «нація» разом із сильною ідентифікацією з Фінляндією і фінами. У 1780-х роках Генрік Габріель Портан також постійно використовував поняття «фінська нація» у своїх лекціях, хоча й не пов'язував його з ідеєю політичного майбутнього Фінляндії.

## Політичний націоналізм (XIX століття)

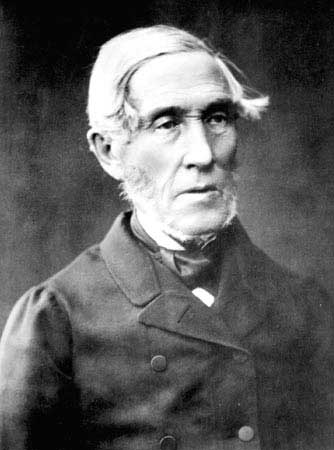
Юган-Вільгельм Снелльман, «будівник» фінської нації

Як політичне явище фінський націоналізм виник у XIX столітті під владою Росії, після того, як Фінляндія стала Великим князівством Фінляндським у 1809 році. Нова політична концепція національності поступово почала проникати в мислення населення країни, а в суспільній дискусії почав формуватися новий спосіб обґрунтування існування національної державної одиниці. Мова, культура та традиції фінського народу розглядалися як основа майбутнього фінської держави. Коли у 1820-х роках з'явилася фінськомовна преса, основні засади націєтворення також набули фінськомовного обличчя. Почала писатися історія «фінського народу», в якій провідними темами були минуле мовно-етнічного народу і майбутнє нового політичного утворення. Поняття етнічної та правової нації були тісно пов'язані між собою. Радикальні ідеї щодо національної політики висловлював, зокрема, Адольф Арвидссон, якого зрештою було засуджено до депортації.
У 1830-х роках з'явилося молоде покоління інтелектуалів, серед яких Еліас Леннрут, Юган Людвіг Рунеберг, Юган-Вільгельм Снелльман та Захаріас Топеліус, які набули популярності завдяки своїй творчості. На їхню думку, національний дух стосувався головним чином народної освіти, збереження звичаїв і мови народу та розвитку високої національної культури. У наступні десятиліття ці четверо чоловіків були сповнені рішучості розбудовувати фінську націю та державу, створюючи національну філософію, історію, художню літературу та поезію. Леннрут склав фінський національний епос Калевала. У своїх працях Снелльман зосереджувався на зміцненні державного статусу Великого князівства Фінляндського. Інститут Снелльмана називає його, серед іншого, «будівником» і «сценаристом» нації.
У Підручнику з історії фінського народу (1869—1873) Ірйо Сакарі Ірйо-Коскінен представив ідею, що рушійною силою розвитку держави є народ. Ідея національної держави стала більш конкретною і політизованою, а принцип народного суверенітету і питання народного представництва знову виринули на поверхню. У 1870-х роках фінський націоналізм набув нового політичного змісту, і центральним питанням стало розширення політичної сфери та виклик старим владним структурам в ім'я народу. Феномани, як і Коскінен, покладалися на народну просвітницьку масову організацію та намагалися сформувати таке бачення волі народу, яке здобуло б підтримку фінськомовної більшості населення. Ліберали були стурбовані загрозою єдності країни й наголошували на неподільності вітчизни та фінського народу, попри те, що в країні розмовляють двома мовами.
Появу фінського націоналізму інколи розглядають як своєрідний наслідок пізньої індустріалізації, оскільки вона посилила тиск на національну спільноту, забезпечувала достатньо рівномірну підготовку робочої сили й полегшувала переміщення робітників з одного місця на інше. Подібне відбувалося й у тогочасній Естонії. Націоналізм також допоміг підняти самооцінку фінського «народу без історії» або принаймні його більш привілейованих верств.

## Незадовго до проголошення незалежності
Наприкінці XIX століття спроби русифікації у Фінляндії посилилися, і фінський рух розділився на конституціоналістів, які рішуче виступали проти, і тих, хто підтримував «компромісний підхід». Конституціоналістів очолював Леопольд Мехелін, а прихильників «компромісного підходу» — Йохан Річард Даніельсон-Калмарі, історик. Також було сформовано нелегальну групу активістів, рух «Kagaali». Фінськомовні феномани поділялися на учасників «Фінської партії» та учасників «Молодої фінської партії», що ставилися до них менш прихильно. Страйками фіни захищали свої громадянські права та свободи від російського режиму. Парламентська реформа 1906 року стала перемогою фінськомовного націоналістичного руху, оскільки становище шведськомовного вищого класу увідповіднили до їхньої частки населення, встановивши пропорційну виборчу систему. Також було засновано Асоціацію фінської культури та ідентичності для боротьби за фінську мову та фінізацію імен.
У 1910 році почалася нова хвиля русифікації, що викликала пасивний опір і нелегальну активність фінів. Дехто почав мріяти про відокремлення від Росії, повернення до Швеції або досягнення повної незалежності Фінляндії. Остаточним поштовхом до незалежності став початок Громадянської війни у Російській Імперії у 1917 році.

## Міжвоєнний період
Після того, як Фінляндія стала незалежною у грудні 1917 року, ідея націоналізму набула нової ролі. Якщо раніше націоналізм був спрямований на створення нації, то тепер він став універсальним патріотизмом, зосереджений на забезпеченні існування фінської нації. Націоналізм покращив свої позиції у Фінляндії в 1920-х роках з декількох причин. Націоналізм вважався рятівником країни від більшовизму, а незалежність підвищила національну гордість. Однак націоналісти були незадоволені фінськими кордонами, які не включали, наприклад, Східну Карелію. Їм також не подобалися розмови фінських шведів про расову та культурну неповноцінність фінів, а також сильні позиції шведської мови у Фінляндії, гарантовані мовним законодавством. Відносини зі Швецією та фінськими шведами також були послаблені тим, що Швеція не була зацікавлена в оборонній співпраці з Фінляндією.
Важливою частиною націоналістичного мислення була Громадянська війна, яка розглядалася як «визвольна війна». Незалежність Фінляндії розглядалася як велика героїчна історія, в якій національна свобода була здобута завдяки наполегливій праці. Жертви та боротьбу виставляли як здобуток виключно фінського народу, а тогочасні міжнародні відносини та геополітика, які зробили незалежність можливою, не висвітлювалися.

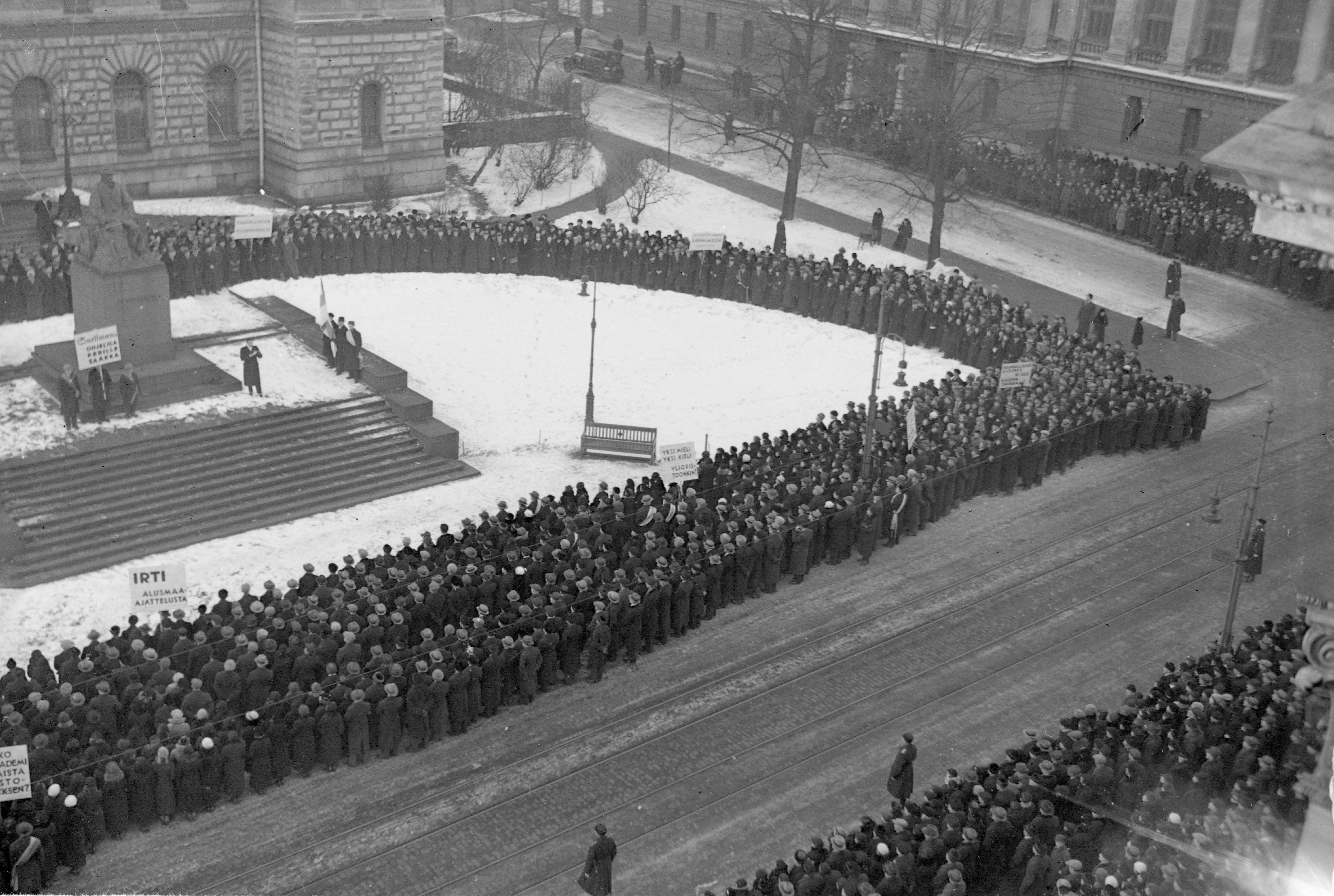
Демонстрація прихильників руху «Aitosuomalaisuus» біля Пам'ятника Югану-Вільгельму Снелльману, що розташований перед Банком Фінляндії, за фінську мову в Гельсінському університеті. На плакатах демонстрантів були тексти: «позбудьмося субнаціонального мислення», «одна думка, одна мова, і в університеті теж!», «національне питання — не товар».

Мовне питання перейшло від колишньої феноманії до нового патріотизму 1920-х років. У середині 1920-х років «Aitosuomalaisus» почав вимагати виправлень у державній службі та шкільній системі, наприклад, відповідно до демографічних пропорцій мовних груп. Політичні та культурні ліберали, з іншого боку, звернули увагу на космополітизм та інтернаціоналізм і відмовилися від того, що вони вважали «вузьколобим патріотизмом».
Між двома світовими війнами студентська молодь відіграла важливу роль у формуванні та поширенні ідей фінського націоналізму. Наслідуючи культурні ідеали буржуазії та сільського населення, діяльність студентів включала голосний націоналізм, мовну боротьбу, пропаганду та розвиток ідей панфінно-угризму та створення Великої Фінляндії. Студенти хотіли очистити університет не лише від шведської мови, але й від пам'яті про російськість Гельсінкі. Наприкінці 1920-х років близько чверті студентів Гельсінського університету належали до Карельської Академічної Спілки.
Протягом перших двох десятиліть незалежної Фінляндії були створені сотні об'єднань та організацій, які можна було б назвати націоналістичними. На додаток до них були створені молодіжні клуби та Біла гвардія, які також можна вважати націоналістичними. Найбільшими і найвпливовішими національними організаціями на той час були Асоціація фінської культури та ідентичності, Карельська Академічна Спілка і Ліга незалежності.
Ставлення робітничого руху до націоналізму після громадянської війни було переважно негативним. Ліві не схвалювали дій гвардійців та не були у захваті від радикалізму в мовному питанні. Наприклад, у 1932 році Ернст Ляде, засновник Гельсінської робітничої асоціації, описував лівих як таких, що визнають позитивні аспекти націоналізму, такі як право вести справи рідною мовою, але відкидають націоналізм, який веде до мілітаризму та імперіалізму.
Восени 1929 року було засновано «Рух Лапуа», який, прагнучи обмежити діяльність комуністів, об'єднав довкола себе багато націоналістичних організацій. Коли рух почав вдаватися до беззаконня, найбільші націоналістичні організації заявили про свою відстороненість від таких заходів, але все одно підтвердили свою підтримку головних принципів Руху Лапуа. Заколот у Мянтсяля, однак, став переломним моментом.
Мовні баталії та націоналістичні вимоги реформування мовного законодавства досягли кульмінації в парламенті у 1934—1935 роках. Студенти-націоналісти також брали участь у протестах, маршах, страйках і великих мітингах у різних населених пунктах.
Націоналістична боротьба втратила своє значення як першочергова політична проблема наприкінці 1930-х років внаслідок скандинавської орієнтації фінської зовнішньої політики з одного боку, та реформи університетського законодавства, в результаті якої фінська мова стала єдиною адміністративною мовою Гельсінського університету з іншого. Нападки на комуністів, трайбалізм і мрії про Велику Фінляндію поступилися місцем роздумам про передумови фінської демократії та національної держави, а також більш загальному розумінню національної оборони. Водночас національне мислення вже пронизало фінське суспільство в цілому, і фінська боротьба поширилася з академічних і селянських кіл на всі фінськомовні кола. Святкування «Калевали» у 1935 році символізувало утвердження націоналізму як панівної ідеології, і того ж року 74 000 фінів змінили свої прізвища зі шведських на фінські.

## Після війни
Довоєнні освітні суперечки та антишведські настрої розвіялися з 1940-х років, коли відносно нечисленні фінськомовні школи, які існували раніше, почали з'являтися дедалі частіше, а надмірне представництво шведськомовних у діловому житті зменшилося. Після Другої світової війни палкий націоналізм також більше не був великою проблемою.
Новий підйом націоналізму почався в 2010-х роках, коли до Фінляндії почало прибувати дедалі більше біженців. Зростання націоналізму у Фінляндії було частиною глобального зростання впливу консервативного правого популізму та націоналізму.
З фінських парламентських партій Істинні фіни у 2010-х роках визначали себе як націоналістичні. Серед інших нових націоналістичних організацій — «Фіни понад усе» та «Suomen Sisu».